# Тамански полуостров
Тама̀нският полуостров (на руски: Тама̀нский полуостров) е полуостров в Южна Русия, в Западното Предкавказие, заемащ крайната западна част на Краснодарски край в Русия.

## Географска характеристика
Таманският полуостров е разположен в крайното северозападно продължение на планината Голям Кавказ. На север се мие от водите на Азовско море, на запад – от водите на Керченския проток, а на юг – от водите на Черно море. Площ 2 хил.km2. Бреговете му са силно разчленени, изобилстващи с много заливи (Тамански, Мали Кит и др.) пясъчни коси и лимани (Ахтанизовски, Цокур, Кизилташки, Бургаски, Витязевски и др.). Сериозно влияние върху бреговата ивица и релефа на полуострова оказва с нейните наноси делтата на река Кубан.
Съвременния си облик полуострова придобива сравнително неотдавна. В античността се е състоял от множество острови, разделени от протоци, които през V в. се съединяват чрез пясъчни наноси и образуват съвременния облик на полуострова. Предишните острови представляват здрави куполовидни възвишения изградени от глинести наслаги с максимална височина до 164 m, на които са разположени 25 кални вулкана. Голяма част от бившите протоци са заети от лимани със солена вода.

## История
В древността е бил населен от скитски племена. По-късно тук процъфтяват гръцките колонии Фанагория и Тмутаракан. Фанагория става център на Велика България през 7 век. В края на 10 век е завладян от Киевска Рус, за да премине по-късно в ръцете на монголите и генуезците, които владеят полуострова до 1483. След Руско-турската война (1787 – 1792) отново влиза в пределите на Русия.

## Икономика
До първата половина на 19 век полуострова е слабо заселен. Тук са открити находища на нефт и природен газ. В процес на строителство е пристанище Таман, което се предвижда да бъде едно от най-големите в Южна Русия. Голяма част от територията му се обработва, като се отглеждат предимно пшеница, царевица, лозя и овощни дървета.